# Zuidwest (Groningen)
Zuidwest is een wijk in Groningen. De wijk  werd als zodanig gevormd bij de nieuwe wijk- en buurtindeling van Groningen in 2014. Zuidwest ligt tussen het Noordwillemskanaal in het oosten, de Zuidelijke ringweg in het noorden en de grens van de oude gemeente Groningen. De wijk bestaat uit zes buurten: Corpus den Hoorn, Bruilwering, Van Swieten, Piccardthof, Hoornse Meer en Hoornse Park. 

## Fotogalerij

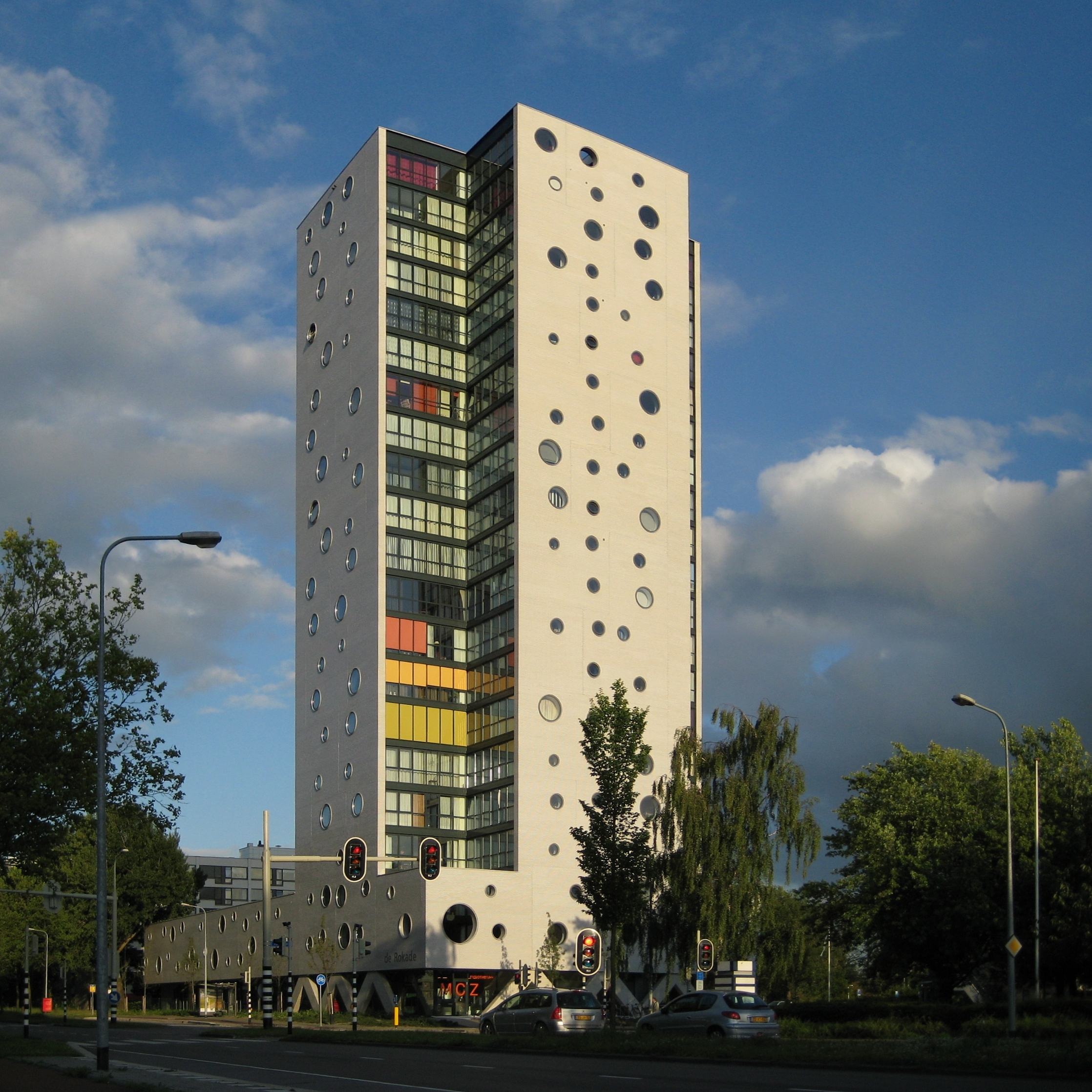
De Rokade
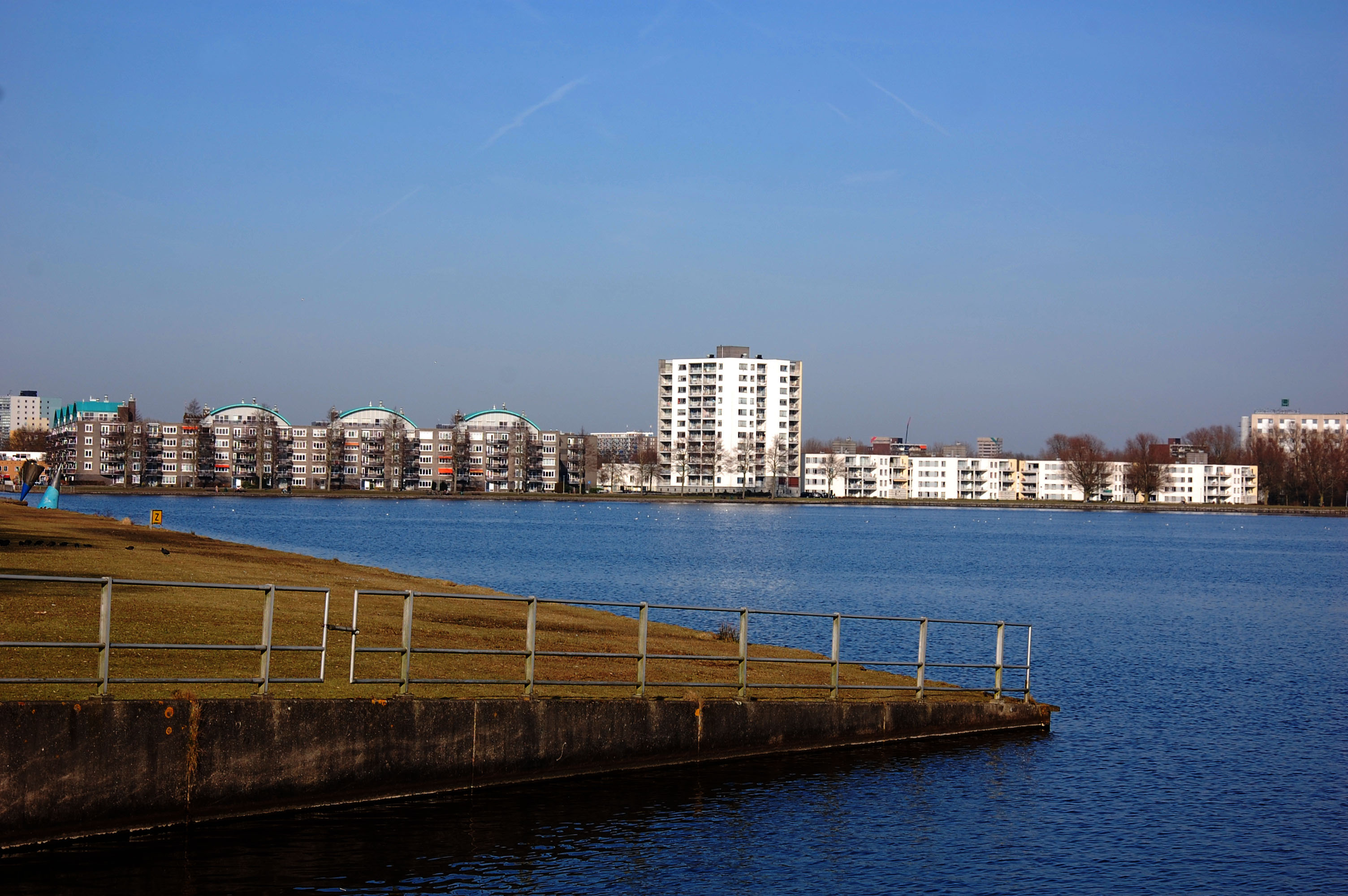
Hoornse Meer
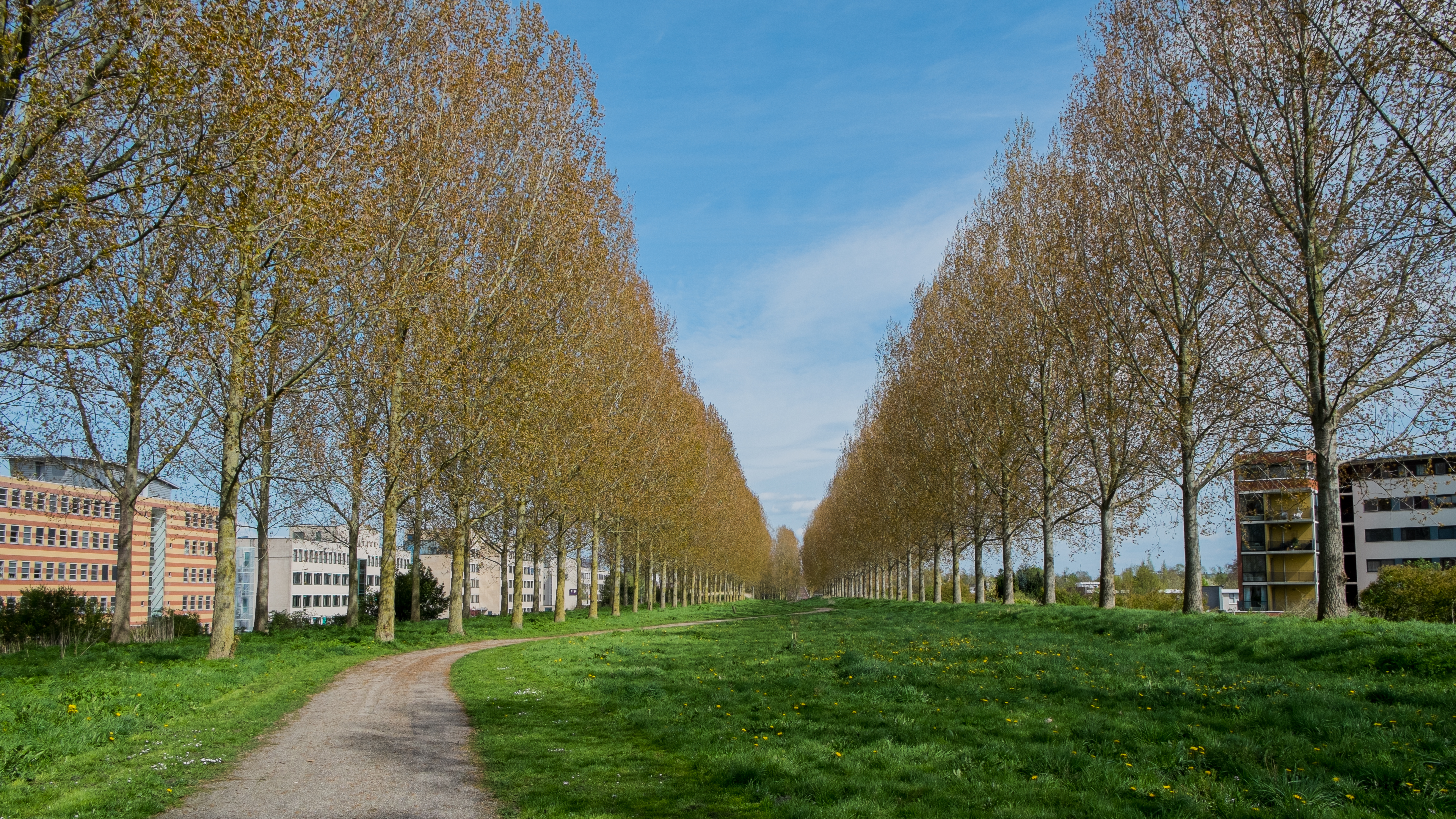
Hoornse Park